# Stanisław Barcewicz
Pour les articles homonymes, voir Barcewicz.
Stanisław Barcewicz, né à Varsovie (Pologne) le 16 avril 1858 et mort dans cette ville le 2 novembre 1929, est un violoniste polonais, également chambriste, chef d'orchestre et professeur de musique.

## Biographie
Il est élève de Jan Hřímalý au conservatoire de Moscou.

## Récompenses et distinctions
- Officier de l'ordre Polonia Restituta